# Gaztelu
Gaztelu – gmina w Hiszpanii, w prowincji Guipúzcoa, w Kraju Basków, o powierzchni 9,15 km². W 2011 roku gmina liczyła 168 mieszkańców.